# Pseudomysidia araguana
Pseudomysidia araguana är en insektsart som beskrevs av Ronald Gordon Fennah 1952. Pseudomysidia araguana ingår i släktet Pseudomysidia och familjen Derbidae. Inga underarter finns listade i Catalogue of Life.